# Guibemantis flavobrunneus
Espèce
Synonymes
- Mantidactylus flavobrunneus Blommer-Schlösser, 1979

Statut de conservation UICN

 LC  : Préoccupation mineure
Guibemantis flavobrunneus est une espèce d'amphibiens de la famille des Mantellidae.

## Répartition
Cette espèce est endémique de Madagascar. Elle se rencontre du niveau de la mer jusqu'à 1 000 m d'altitude de la commune de Sambava jusqu'au massif d'Andringitra,.

## Description
Guibemantis flavobrunneus mesure de 30 à 33 mm pour les mâles et 38 mm environ pour les femelles. Son dos est brun avec des divers motifs jaune clair essentiellement entre les yeux. Son ventre est jaunâtre.

## Publication originale
- Blommers-Schlösser, 1979 : Biosystematics of the Malagasy frogs I. Mantellinae (Ranidae). Beaufortia, vol. 29, p. 1-77.